# پایگاه هوایی آبی مونترآل/بوشرویل
پایگاه هوایی آبی مونترآل/بوشرویل (به انگلیسی: Montréal/Boucherville Water Aerodrome) یک فرودگاه خصوصی است . این فرودگاه در شهر مونترآل کشور کانادا قرار دارد و در ارتفاع ۹ متری از سطح دریا واقع شده‌است.